# Metal Warrior
Metal Warrior è un videogioco di avventura dinamica e sparatutto pubblicato come progetto amatoriale gratuito nel 1999 per Commodore 64, computer che allora era già fuori commercio da anni. Diede inizio a una serie ventennale di giochi di Metal Warrior, tutti sviluppati dal finlandese Lasse Öörni e quasi tutti per Commodore 64, serie molto apprezzata nell'ambito del retrogaming. Il protagonista è un musicista heavy metal costretto a combattere in un prossimo futuro di degradazione e violenza urbana.

## Trama
È il 2010 (che ai tempi dell'uscita del gioco rappresentava il vicino futuro) e Ian, novizio chitarrista metal, vive nella malfamata metropoli di Sub-City. Un suo amico musicista è stato ucciso e la polizia lo archivia rapidamente come l'ennesima vittima delle guerre di bande. Ian decide di indagare personalmente, anche perché molti altri metallari sono morti o spariti recentemente. La prima parte del gioco consiste nel rintracciare nella città gli altri tre membri del gruppo musicale del suo amico, i Cyberpriest. In seguito Ian stesso diventerà un membro del gruppo e si avventurerà anche fuori città, nella zona infestata da animali mutanti e dentro basi segrete, per opporsi alle macchinazioni di uno scienziato pazzo e dei militari.

## Modalità di gioco
Si controlla un personaggio con lunghi capelli biondi e pantaloni mimetici in un ambiente bidimensionale a piattaforme, con visuale laterale e scorrimento multidirezionale. Si può correre, saltare, accovacciarsi, salire scalinate e scale a pioli, usare porte e altre aperture sullo sfondo per passare ad altre zone dello scenario. Si può sparare con vari tipi di armi, a partire dalla pistola che si può raccogliere già all'inizio nella casa di Ian, per poi procurarsi fucile d'assalto, lanciafiamme, granate, laser, ecc. In basso appare un inventario a 8 spazi che mostra le icone delle armi e altri oggetti posseduti (crediti, medicamenti, chitarra...), ciascuno con la rispettiva quantità di unità o di munizioni. Si dispone di una barra dell'energia vitale e di una scorta di vite.
Per le strade della città si incontrano frequentemente criminali che sparano al protagonista, e procedendo nel gioco compaiono altri tipi di nemici, come criminali in motocicletta, creature mutanti, soldati con jet pack, robot e alcuni boss. L'equipaggiamento e i crediti vengono spesso rilasciati dai nemici uccisi, e i crediti si possono spendere per fare acquisti nei negozi. Dentro gli edifici si possono incontrare personaggi amichevoli, con i quali dialogare tramite brevi messaggi di testo in inglese, per ottenere informazioni o progressi nell'avventura. La storia viene raccontata anche tramite diversi intermezzi.

## Sviluppo
Metal Warrior è stato sviluppato dal finlandese Lasse Öörni, anche noto con lo pseudonimo Cadaver. Ufficialmente fa parte del gruppo amatoriale Covert Bitops, un duo che comprende anche un musicista, ma quest'ultimo è stato spesso inattivo, quindi praticamente il gruppo è costituito solo da una persona.
Lasse Öörni (nato nel 1978 circa e residente a Oulu) si interessò all'assembly per Commodore 64 già da bambino, poi lo lasciò per passare allo sviluppo per i più avanzati Amiga e PC. Tuttavia nel 1998, dopo averlo abbandonato per 6 anni, si rese conto grazie alla diffusione di Internet che c'erano ancora nel mondo un certo interesse e produzione di giochi per il Commodore 64, e iniziò allora lo sviluppo di Metal Warrior su questa piattaforma.
La prima versione di Metal Warrior concepita fu in realtà quella per Amiga, sviluppata nel 1993/1994. Questa versione ha un mondo di gioco più esteso rispetto alla successiva per il meno potente Commodore 64, ma era così affetta da bug che non venne pubblicata. Solo nel 1999 uscì il primo Metal Warrior per Commodore 64, che è ispirato a quello Amiga ma non ne è una conversione fedele, e tecnicamente è molto ben riuscito sebbene si dovettero ridurre le dimensioni dello scenario. La versione Amiga, finalmente riveduta e corretta, uscì invece nel 2004.

## Serie
Seguirono diversi altri Metal Warrior, simili nell'impostazione generale, sempre per il retrogaming su Commodore 64 come piattaforma principale, in alcuni casi anche con pubblicazioni commerciali. Al 2020 la serie principale comprende cinque giochi. Tutti i titoli sono sviluppati da Lasse Öörni, ma dal terzo in poi diversi altri autori hanno partecipato alla composizione delle colonne sonore. Tutti i primi quattro titoli hanno avuto aggiornamenti e migliorie fino al 2012. Sono pubblicamente disponibili anche i codici sorgenti di tutti i titoli tranne l'ultimo.
- Metal Warrior (1999) v1.6 per Commodore 64, sopra descritto, le cui caratteristiche generali vengono mantenute in tutta la serie.
- Metal Warrior 2 (1999) v1.5 per Commodore 64. In questo seguito si controlla Phantasm, l'unica donna del gruppo metal, che si mette sulle tracce di Ian scomparso, in uno scenario più grande e vario del precedente. Viene introdotto un sistema di punti esperienza e livelli, dichiaratamente simile a quello di Castlevania II, e un sistema di salvataggio tramite password.
- Metal Warrior 3 (2001) v1.4 per Commodore 64, presentato anche come MW3. Ha caratteristiche da videogioco di ruolo, tra cui la possibilità di reclutare una squadra di fino a 5 personaggi, che vengono controllati uno alla volta sullo schermo, cambiandoli a piacimento. Si guadagnano punti esperienza, grazie ai quali migliorare i parametri agilità, forza e resistenza recandosi in una palestra. Viene introdotto anche lo scorrere del giorno e della notte, che ha effetti non soltanto estetici sugli eventi del gioco. Sono disponibili anche armi da mischia e armi che possono sparare puntandole in più direzioni, inoltre c'è una sequenza sparatutto a scorrimento con una moto volante. La trama vede il metallaro Goat che dopo un attacco militare alla propria baita si mette alla ricerca dei suoi due compagni di gruppo Ian e Phantasm rapiti.[4][5]
- Metal Warrior 4: Dojo Preview (2002) per Commodore 64, uscì come un'anteprima di Metal Warrior 4, ma è di fatto un breve scenario ambientato in un dojo, non presente nel gioco definitivo.
- Metal Warrior 4: Agents of Metal (2003) v1.2 per Commodore 64. Occupa due facce di un floppy, a differenza dei precedenti che stanno su una, e si arricchisce di molte novità. Il protagonista è nuovamente Ian, che diventa un membro degli "agenti del metal" che si oppongono all'organizzazione segreta SCEPTRE. Tutte le azioni di gioco, tra cui la novità di muoversi anche da accovacciato, sono ora controllabili solo da joystick, senza alcun uso della tastiera. Come nel terzo episodio ci sono tre caratteristiche del personaggio migliorabili, ma non tramite i punti esperienza. In alcune situazioni ci sono personaggi alleati controllati dal computer, che si muovono e combattono effettivamente in campo a fianco del proprio. Compaiono anche elementi da videogioco stealth. Le opzioni dei dialoghi a scelta multipla sono arricchite e influenti sugli eventi. Sono introdotti diversi livelli di difficoltà e una vera funzione di salvataggio.[6]
Un'edizione speciale di sole 30 copie, confezionata su floppy per veri Commodore 64 e comprensiva di CD audio della colonna sonora, è stata prodotta da Simon Quernhorst[7]. In seguito è stata realizzata con le stesse modalità anche una raccolta Metal Warrior Trilogy comprendente i primi tre titoli[8].
- Metal Warrior (2004) v1.1 per Amiga 500. Nato nel 1993, prima di tutta la serie, ma rifinito e pubblicato solo dieci anni più tardi, è differente dalla controparte Commodore 64. Qui Ian è il cantante di un gruppo metal, i cui altri membri sono stati in gran parte uccisi, nell'ambito di una cospirazione dei produttori di musica pop per eliminare gli altri generi. L'interfaccia è simile a quella del corrispondente per Commodore 64, con un inventario a icone a 7 spazi. Oltre ai soliti tipi di azioni si deve fare pratica con la chitarra e imparare un elenco di canzoni. La rivista Retro Gamer lo apprezzò, anche se non al livello della serie per Commodore 64.[9] Lo stesso sito ufficiale avverte che il gioco è un po' strano e acerbo nonostante le rifiniture.
- Metal Warrior 4 GBA (2006) v1.3 per Game Boy Advance, conversione di Metal Warrior 4. Corrisponde piuttosto fedelmente al gioco per Commodore 64, a parte alcune migliorie grafiche e le dimensioni più piccole dell'area visibile.
- Metal Warrior Quadrilogy (2019), raccolta di tutti i quattro giochi per Commodore 64, pubblicata commercialmente dalla Psytronik Software su floppy, con vari extra tra cui le colonne sonore su CD[10].
- MW Ultra (agosto 2020) per Commodore 64, reinterpretazione o reboot del primo Metal Warrior, uscita molti anni dopo. La trama è vagamente basata su quella del primo titolo, con Ian come protagonista, ma è molto più complessa e si fa largo uso di intermezzi narrativi. Praticamente ogni aspetto del gioco è più complesso dell'originale. Lo scenario è grande complessivamente come circa 800 schermi. Ian dispone di varie mosse da picchiaduro oltre alle numerose armi. Sono importanti la componente stealth e la distinzione tra attacchi letali e stordenti. Salgono a 5 le abilità del personaggio, migliorabili riempiendo una barra dell'esperienza.[11][12] È il primo titolo della serie disponibile solo commercialmente, pubblicato su cartuccia e come download dalla Protovision[13], ed è previsto anche su floppy edito da Psytronik.

Lasse Öörni ha sviluppato anche altri giochi simili per Commodore 64, sebbene non appartenenti alla serie, Hessian (2016) e Steel Ranger (2018).